# Живило, Михаил Юрьевич
Михаил Юрьевич Живило (р. 28 июля 1966) — российский предприниматель и инвестор, специализировался на металлургическом бизнесе. Экс-глава компании «МИКОМ».
После того, как в России на Живило было возбуждено уголовное дело, с 2000 года он живёт в эмиграции во Франции.

## Биография и карьера в России
Михаил Живило родился в г. Красноармейск (ныне Покровск) Донецкой области. Его отец работал помощником главного механика на шахте «Россия», мать работала на другой шахте в отделе технического контроля.
Детство и юность провёл в г. Селидово. В 1983 г. с отличием окончил среднюю школу и поступил в Московский финансовый институт на кредитно-экономический факультет. В 1984 г. был призван в армию, служил в танковых войсках. Службу закончил в 1986 г. командиром танка в звании сержанта, после чего продолжил учёбу в МФИ. В 1990 году окончил Московский финансовый институт по специальности «Финансы и кредит».
В 1990—1992 — главный маклер Российской товарно-сырьевой биржи.
В 1991 году Михаил Живило и его брат Юрий создали «Металлургическую инвестиционную компанию» (МИКОМ), которая декларировала своей целью привлечение инвестиций в цветную металлургию России. Среди учредителей числились Всероссийский институт лёгких сплавов, Инкомбанк, Братский алюминиевый завод.
В 1996 году МИКОМ была преобразована в закрытое акционерное общество. Михаил Живило был назначен президентом «Группы компаний МИКОМ», а его брат — вице-президентом этой группы.
Под контроль МИКОМ попали многие крупные металлургические предприятия России, в том числе и такое крупное, как Новокузнецкий алюминиевый завод. В 1995—2000 М. Живило был председателем совета директоров НКАЗа. В 1999 г. годовой оборот МИКОМ превысил 2 млрд долларов.
В 1996—1998 гг. входил в совет директоров Мосбизнесбанка, в 1998 — в совет директоров Токо-банка, в 1998—2001 — в совет директоров Сбербанка.
В 1999 году проиграл корпоративную войну за угольный разрез «Черниговец» Владимиру Гридину и Михаилу Федяеву, которых поддерживал Аман Тулеев.
В феврале 2000 г. Арбитражный суд отстранил МИКОМ от управления НКАЗ. Считалось, что за этим решением стоит Аман Тулеев и группа Олега Дерипаски.
В 2000 году был арестован олимпийский чемпион Александр Тихонов по обвинению в подготовке покушения на губернатора Кемеровской области Амана Тулеева. Михаил Живило был объявлен заказчиком покушения, связано оно было с переделом собственности в регионе.

## В эмиграции во Франции
В августе 2000 года Живило, опасаясь ареста по делу о покушении на Тулеева, выехал из России и обосновался во Франции. В феврале 2001 года Живило был арестован во Франции по запросу правоохранительных органов России. Однако в середине мая он был отпущен на свободу, суд Парижа отказал Генпрокуратуре РФ в экстрадиции. В России уголовное дело в отношении Живило приостановлено, но не закрыто. Продажу своего российского бизнеса он оформил уже из Франции.
Во Франции Живило занимался инвестиционным бизнесом. В 2003 году в Париже основал компанию Browston с 30 сотрудниками. Компания работала на валютном рынке, специализировалась на продаже и покупке акций, занималась сбором и анализом коммерческой информации, имела дочерние структуры в Люксембурге, Швейцарии и на Кипре.
В 2004 году заочно окончил Московский институт права.
Весной 2005 года получил статус политического беженца во Франции. Живёт в Париже, приобрёл квартиру вблизи Булонского леса.
Находясь во Франции, Михаил Живило по-прежнему занимался меценатством, в течение ряда лет выступал спонсором Фанагорийской археологической экспедиции. Участвовал в финансировании Российского культурного центра в Париже. В 2005 году при поддержке генерального консульства Российской Федерации в Страсбурге профинансировал создание памятника российским и советским воинам, погибшим во Франции в годы Первой и Второй мировых войн, в городе Агно, к северу от Страсбурга.
В 2016 году Интерпол признал необоснованными требования Российской Федерации и исключил его из списка разыскиваемых.

## Личная жизнь
Михаил Живило не женат. В апреле 2003 года у него во Франции родилась дочь Анна.